# Пинчик, Пьер
Пьер Пинчик (англ. Pierre Pinchik, ивр. פייר פינצ'יק‎, настоящее имя Пинхус Сегал, ивр. פנחס סגל‎; 16 марта 1893, Животов, ныне Винницкая область — 1971, Нью-Йорк) — украинский и американский синагогальный кантор (хазан).
С детских лет пел в хоре Киевской синагоги (в самом начале XX века — вместе с Лейбом Гланцем). Учился в Сквирской ешиве, затем в Киевской консерватории. В начале 1920-х гг. концертировал с советскими и народными еврейскими песнями. В 1923—1926 гг. кантор Ленинградской синагоги.
В 1927 г. эмигрировал в США, в 1937 г. оформил американское гражданство. До 1960 г. жил в Чикаго, последнее десятилетие жизни провёл в Нью-Йорке. Выступал в различных синагогах США, посетил Израиль. Оставил ряд записей, высоко ценимых специалистами (особенно «Благословение субботы», 1928).